# Camiel Mostaert
Camiel Mostaert (Maria-Aalter, 9 september 1857 – Oostkamp, 18 mei 1941) was een Belgisch volksvertegenwoordiger.

## Levensloop
In Gent werd Mostaert rond de eeuwwisseling politiek actief. Hij werd naar het arrondissement Brugge gezonden om er mee te helpen aan het oprichten van afdelingen van de Belgische Werkliedenpartij. Hij ging in Oostkamp wonen.
Hij slaagde er onder meer in de dokwerkersbond 'Willen is Kunnen' te doen aansluiten bij de socialistische vakbond (1910).

## Politiek
In 1910 stond hij op de liberaal-socialistische kartellijst voor de Kamerverkiezingen, en in 1912 opnieuw. In die tweede verkiezing werd de christendemocratische voorman priester Florimond Fonteyne als Kamerlid verkozen. Bij de eerste naoorlogse parlementsverkiezingen na de Eerste Wereldoorlog voerde Mostaert de socialistische lijst aan en werd de eerste volksvertegenwoordiger van de BWP in het arrondissement Brugge. Hij bleef zetelen tot 8 november 1927.
In Oostkamp was Mostaert van 1921 tot 1939 socialistisch gemeenteraadslid.

## Brouwer
Toen Mostaert zich in Oostkamp vestigde, stichtte hij er in 1902 een coöperatieve brouwerij, Eigen Hulp.
Het verhaal ging dat hij zich met het leveren van goedkoper bier de woede op de hals haalde van Victor De Meulemeester, mede-eigenaar van de Brugse brouwerij De Arend en vanaf 1919 socialistisch senator. Die zou hem hebben verdrongen en als opvolger Achiel Van Acker hebben naar voor geschoven. Het tweede is geloofwaardiger dan het eerste. Immers, Mostaert was zeventig toen hij opgevolgd werd en daarbij was Victor De Meulemeester begin 1927 overleden, zodat hij later datzelfde jaar geen invloed meer had op de samenstelling van de lijst.